# Keystone Korner

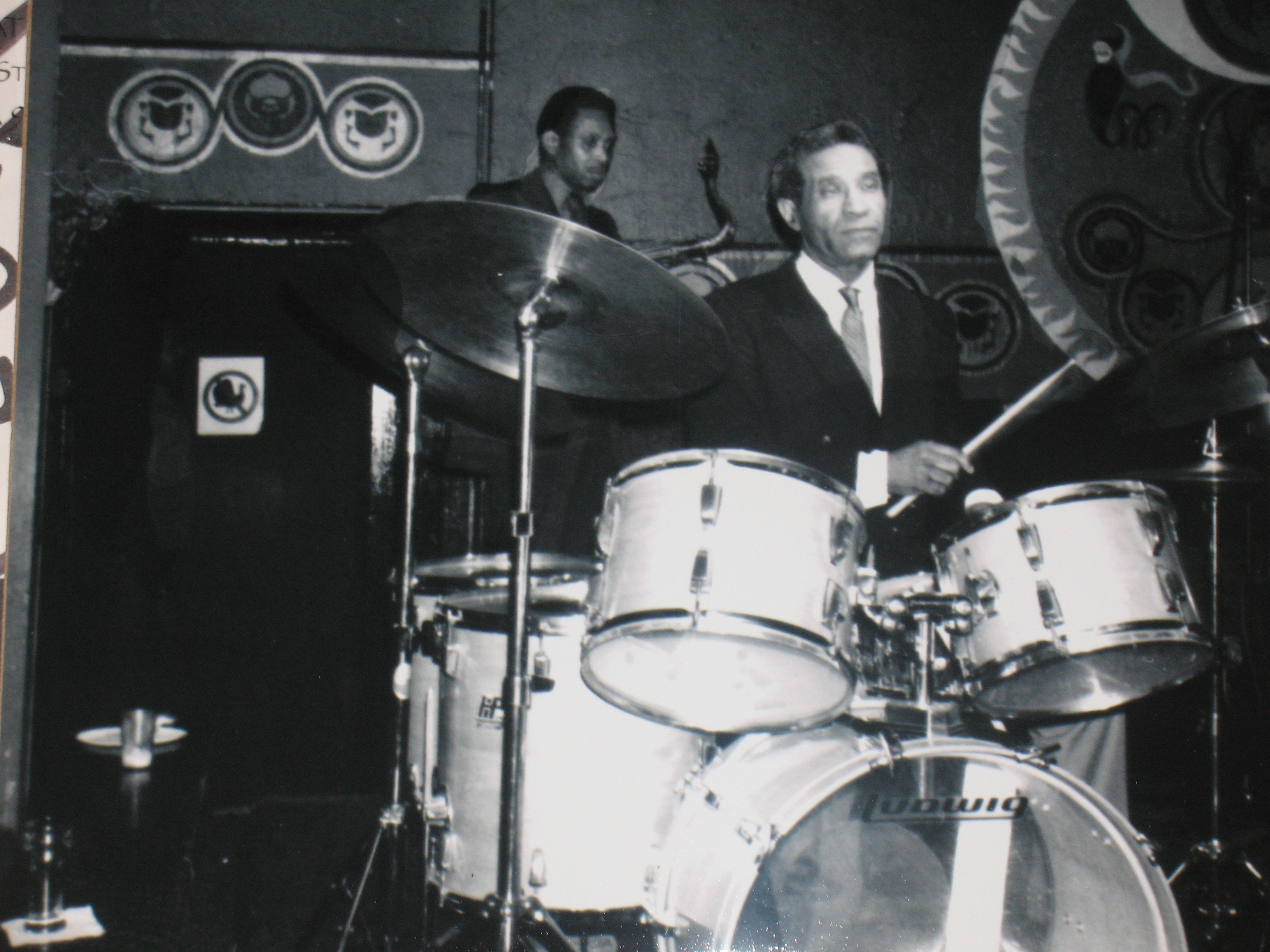
Max Roach mit Odean Pope im Keystone Korner (Februar 1981)

Das Keystone Korner war ein Lokal und Jazzclub in San Francisco, das von 1972 bis 1983 bestand. Es zählte während dieser Zeit zu den herausragenden Veranstaltungsorten des Modern Jazz in der Bay Area.
Das Keystone Korner lag im Erdgeschoss eines Hauses in der Vallejo Street, Ecke Columbus Avenue. Der Name soll sich auf die Keystone Cops der nahe gelegenen Central Police Station in der Emery Alley beziehen. Bevor es Todd Barkan 1972 für 12.500 $ erwarb, war es eine Blues-Bar. Hier gastierten Musiker wie Mose Allison, Miles Davis, Chet Baker, Mary Anne Driscoll, Red Garland, Stan Getz, Dexter Gordon, Harold Land, Jimmy Smith und Bill Evans, der hier wenige Tage vor seinem Tod 1980 sein letztes Konzert aufnahm. Jessica Williams war Ende der 1970er Jahre hier Hauspianistin; auf sie folgte Larry Vuckovich. William S. Burroughs hielt hier Lesungen (Abandoned Artifacts). Bobby Hutcherson nahm im Juli 1982 zum zehnjährigen Bestehen das Album Farewell Keystone (Theresa, 1988) auf; ein Jahr später, am 12. Juli 1983 schloss der Club endgültig. Die Dokumentar-Fotografin Kathy Sloane veröffentlichte 2011 einen Fotoband über das Keystone Korner.

## Diskographische Hinweise
Die Mitschnitte sind nach dem Aufnahmedatum geordnet.
- 1973 – Rahsaan Roland Kirk: Bright Moments
- 1974 – McCoy Tyner: Atlantis
- 1975 – Yusef Lateef: 10 Years Hence: Recorded Live at Keystone Korner, San Francisco
- 1976 – Stan Getz/João Gilberto: Getz/Gilberto ’76 (Resonance, ed. 2016)
- 1977 – Red Garland: Swingin’ on the Korner: Live at Keystone Korner (ed. 2014)
- 1977 – Art Pepper: San Francisco Samba: Live at Keystone Korner
- 1978 – Art Blakey: In This Korner
- 1978 – Denny Zeitlin: Soundings
- 1979 – Eddie „Cleanhead“ Vinson: Redux: Live at the Keystone Korner
- 1980 – Bill Evans: Concecration
- 1980 – Tommy Flanagan/Jaki Byard: The Magic of 2
- 1980 – Freddie Hubbard: Pinnacle: Live and Unreleased from Keystone Korner
- 1981 – Stan Getz: The Dolphin/Spring Is Here
- 1981 – Freddie Hubbard: Keystone Bop: Sunday Night
- 1982 – Art Blakey: Keystone 3
- 1982 – Nat Adderley: On the Move
- 1982 – Pharoah Sanders: Heart Is A Melody
- 1983 – Paquito D’Rivera: Live at Keystone Korner